# Ulica Długa w Poznaniu
Ulica Długa w Poznaniu – ulica w centrum Poznania, przechodząca przez dzielnice zwyczajowe Rybaki i Piaski, w obrębie osiedla samorządowego Stare Miasto, pomiędzy ul. Krysiewicza na zachodzie, a ul. Garbary na wschodzie. Przedłużeniem na zachód jest ul. Ogrodowa. Na odcinku pomiędzy ulicą Strzelecką a Ogrodową jest jednokierunkowa, z wyznaczonym kierunkiem jazdy w stronę ulicy Ogrodowej.

## Historia
Ulica powstała jeszcze przed rozbiorami Polski, jako mało znacząca droga na terenie ówczesnych Piasków. W 1. połowie XIX wieku nastąpiło wydłużenie traktu do obecnego dystansu. Nazwa utrwaliła się w naturalny sposób, gdyż w Poznaniu, w tamtych czasach, nie było praktycznie prostych dróg o tak długim przebiegu.

## Architektura
Do zabytkowych należą następujące kamienice przy ulicy – numery: 2, 3, 4, 5, 6, 7, 8, 9, 10, 11, 12, 13, 14, 16, 18 i 19. Pochodzą z okresu między latami 60. XIX wieku, a rokiem 1910. Ponadto przy ulicy znajduje się pierwszy w Poznaniu publiczny teren zielony – Zielone Ogródki. Od strony ul. Półwiejskiej bieg ulicy Długiej daje doskonałą panoramę kościoła bernardynów. 